# Hispano-Suiza 14AA

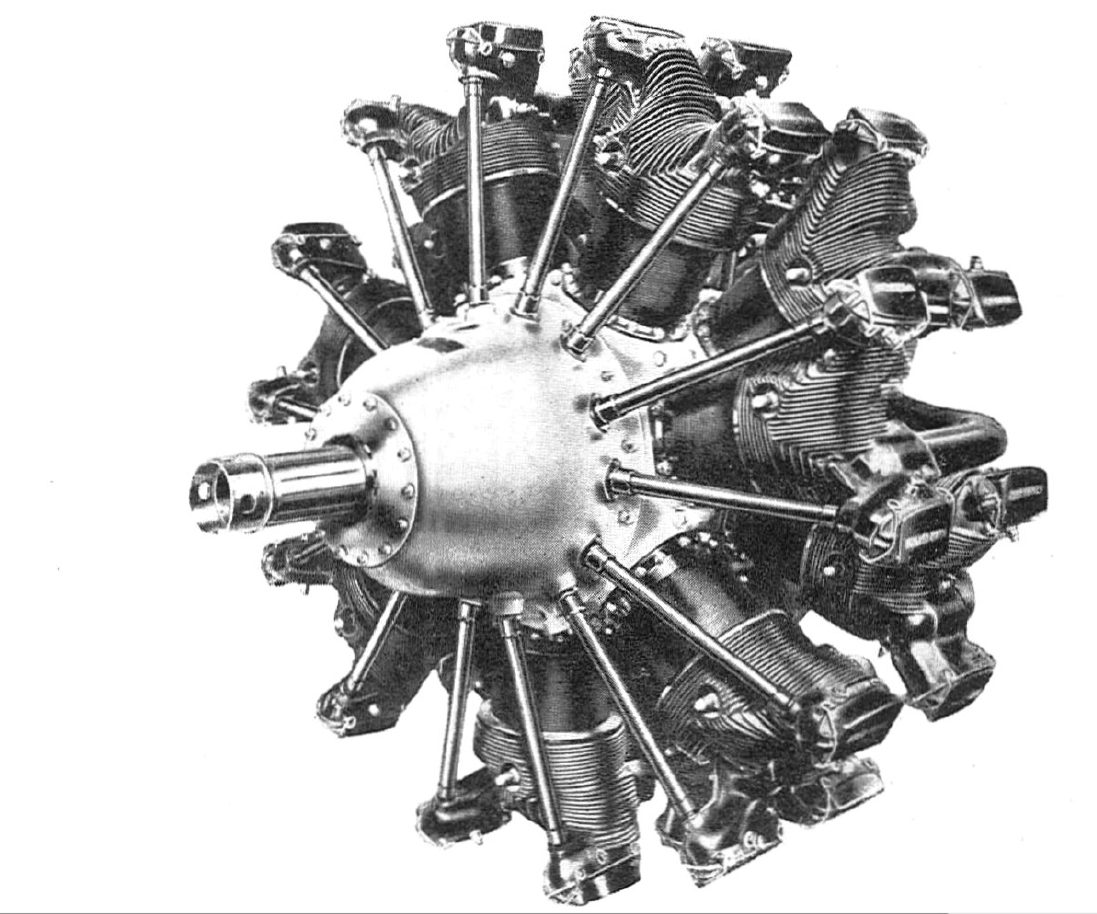
Hispano-Suiza 14AA, notice constructeur

L'Hispano-Suiza 14AA est un moteur aéronautique à pistons refroidi par air, à 14 cylindres en double étoile, d'une famille développée à partir de versions françaises des moteurs Wright Whirlwind et Wright Cyclone. Monté sur de nombreux prototypes français de la fin des années 1930, son manque de fiabilité l'a fait peu à peu abandonner et il n'a jamais été fabriqué en série.

## Conception initiale
Au début de 1928, la firme Hispano-Suiza conclut avec le motoriste américain Wright un accord de licence qui lui permettait de produire en France les Wright Whirlwind R-540, Wright Whirlwind R-975 et Wright Cyclone R-1820. Ces moteurs, qui furent connus dans la gamme Hispano-Suiza sous les noms de 5Q, 9Q et 9V, étaient pratiquement identiques aux modèles d'origine, dont ils ne différaient que par la visserie métrique et l'incorporation de quelques procédés maison tels que la nitruration des cylindres ou l'emploi de pompes à huile à palettes. Manquant sérieusement de fiabilité, ils ne furent pas un grand succès.
En 1933, le motoriste qui avait gagné un peu d'expérience dans le domaine des moteurs en double étoile en fabriquant le moteur diesel Clerget 14U, mit en chantier des versions à 14 cylindres des moteurs précédents, qui portaient les numéros d'étude HS 79 et HS 80 (les 5Q, 9Q et 9V n'en avaient pas). Annoncés début 1934, dévoilés en octobre de la même année et initialement baptisés 14Ha et 14Hb, ces deux moteurs furent peu après renommés 14AA et 14AB.
Ce n'est que l'année suivante que le bureau d'études Wright dessina les premiers R-2600, qui suivaient le même concept du 9 cylindres transformé en 14 cylindres en double étoile. L'existence chez Hispano de numéros internes d'étude (que ne possédaient pas les moteurs licenciés), les très importantes différences d'architecture entre le R-2600 et le 14 AA, enfin l'énorme disparité des performances, confirment que contrairement à ce qui a été avancé par certains auteurs, les 14 AA et 14AB n'étaient en rien de simples licences de moteurs américains, mais bel et bien « des développements français s'appuyant sur des brevets Wright ».
Le 14AA était le plus important de ces deux projets, reprenant les côtes du 9V à peine modifiées (alésage identique à 155,6 mm, course réduite de 174,7 à 170 mm), ce qui en faisait pour l'époque un très gros moteur de plus de 45 litres de cylindrée, annoncé comme capable de nettement plus de 1 000 ch.
Avant même que ce nouveau modèle ait été homologué, il suscita un grand engouement dans les Services officiels français, qui y voyaient un moyen de battre en brèche la suprématie de Gnome et Rhône dans le domaine des moteurs à refroidissement par air. De ce fait, les programmes officiels demandèrent systématiquement son montage dans les projets en cours.
Entre-temps, au printemps 1935, le moteur avait été réceptionné dans différentes versions combinant prise directe ou réducteur d'hélice, et deux vitesses différentes de compresseur. La version la plus puissante était homologuée à 1 078 ch au décollage en surpression, et 1 100 ch à l'altitude de rétablissement de 3 000 m, différant sensiblement des annonces faites auparavant.

## Un développement avorté
Le moteur 14AA démontra dès sa mise en service de nombreux problèmes de fiabilité : surchauffe, fuites d'huile, ruptures de pièces (dont le vilebrequin…). C'est ainsi que le prototype du Lioré et Olivier LeO 451, qui vola pour la première fois le 16 janvier 1937, consomma 13 moteurs 14AA durant ses essais constructeur, interrompus dramatiquement en décembre de la même année par l'arrêt brutal en vol de ses deux moteurs, qui provoqua un atterrissage en rase campagne heureusement sans conséquences pour l'équipage comme pour la cellule.
Comme l'autre moteur développé par Hispano-Suiza, le 14AB, donnait lui aussi des signes de faiblesse sur les prototypes des Breguet Br.691 et Potez 630, on décida de revenir à des moteurs éprouvés : début 1938, le LeO 451 recevait 2 Gnome et Rhône 14N, pendant que les Breguet 691 et Potez 630 étaient équipés de Gnome et Rhône 14M.
Quant à Félix Amiot, pressé par le Service technique de l'aéronautique d'équiper son bombardier Amiot 340/350 de 14AA, il refusa obstinément tant que des essais menés sur Amiot 143 ne seraient pas effectués ; comme ceux-ci s'avérèrent peu concluants, les 14AA ne furent jamais montés sur le nouveau bombardier qui, bien que présenté au XV° salon de l'Aéronautique fin 1936, ne vola que le 6 décembre 1937 équipé de deux moteurs Gnome et Rhône 14N-0/1.
Ainsi, à l'enthousiasme infondé pour un moteur non homologué des débuts, succéda un rejet tout aussi brutal et irrationnel, l'Hispano-Suiza 14AA représentant potentiellement (avec le Gnome et Rhône 18L qui fut également un échec) le gros moteur de plus de 1 000 ch qui fit cruellement défaut aux avions français de 1939 - 1940. Malgré ces désillusions, le motoriste de Bois-Colombes continuait à tenter d'éradiquer les problèmes de ses moteurs à air : peu de temps avant le déclenchement des hostilités, une ultime version du 14AA était présentée, avec un ailettage bien plus généreux, de nombreuses pièces redessinées et un vilebrequin incorporant deux amortisseurs dynamiques de vibration Sarrazin. Dénommés Hispano-Suiza 14AA 12/13, ces nouveaux modèles donnaient 1 080 ch au décollage et 1 150 ch à l'altitude de rétablissement de 4 000 m. Montés sur les prototypes du bombardier bimoteur Latécoère 570 ou du chasseur Koolhoven 58, ils donnèrent toute satisfaction mais arrivèrent bien trop tard pour entraîner un retour en grâce du moteur, qui fut abandonné en juin 1940.

## Description
La conception du 14AA reposait sur des cylindres proches de ceux du 9V, groupés en deux étoiles sur un carter central assemblé en trois pièces en acier estampé.
Les cylindres étaient classiquement formés d'une culasse en aluminium coulé, largement ailettée et vissée à chaud sur des futs d'acier; ces derniers nitrurés et avec leurs ailettes usinées dans la masse. Les soupapes étaient au nombre de 2, formant un angle très ouvert de 70°. La soupape d'échappement était refroidie au sodium, et le tout était sous capots entièrement étanches.
Le carter central recevait à l'avant le carter de réducteur incorporant le double plateau à cames de l'étoile avant, pendant qu'à l'arrière le carter de compresseur incluait le double plateau à cames de l'étoile arrière.
Le vilebrequin était d'une seule pièce, et tournait sur deux roulements à galets et un roulement à billes à gorges profondes. Il était, à l'instar du concurrent Gnome et Rhône 14K Mistral Major,  dépourvu de palier central. Les deux bielles maitresses étaient assemblées, avec un chapeau fixé au moyen de goupilles coniques comme sur le 12Y  ; elles recevaient chacune 6 bielles secondaires.

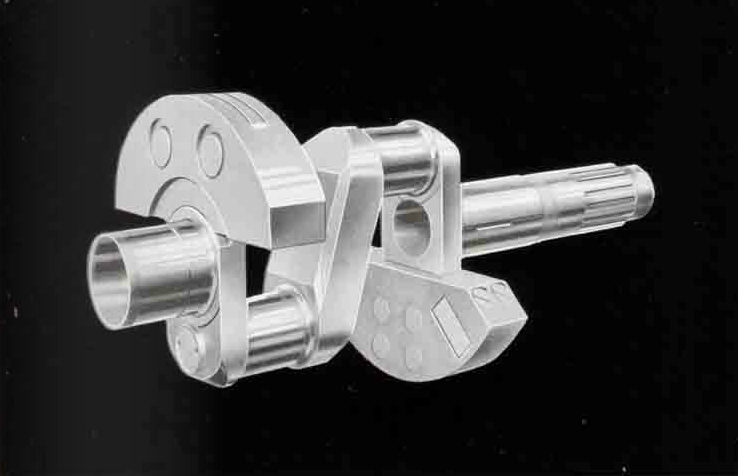
Hispano-Suiza 14AA, vilebrequin avec amortisseurs Sarazin (bulletin du constructeur)

Les vilebrequins des dernières séries du 14AA, toujours d'une seule pièce, reçurent deux amortisseurs dynamiques Sarazin, destinés à absorber les vibrations de flexion pour l'un, de torsion pour l'autre - c'est sur la rupture quasi simultanée des vilebrequins de ses deux moteurs que le prototype du LeO 45 s'était posé dans les champs en décembre 1937.
Le réducteur qui équipait certains modèles était du type Farman, à satellites coniques, de rapport 0,625.
Le compresseur centrifuge placé à l'arrière avait son rouet en alliage de magnésium estampé, entraîné classiquement via des moyeux élastiques et un embrayage centrifuge, et avec des rapports de multiplication de 5,95 ou 10 suivant les versions. Il reprenait l'architecture de celui du 9V. Le couvercle arrière recevait les accessoires - magnétos, pompes à vide, pompes à essence, génératrice - et incluait les pompes à huile à palettes chères à Marc Birkigt, mais qui avaient la réputation d'émulsionner l'huile et de se désamorcer facilement. Le débit théorique était de 900 l/h.

## Applications
- Amiot 143 pour test, voir le chapitre développement
- Bloch MB.150 projet de remotorisation non abouti, en concurrence avec le G&R 14P ou équivalent américain
- Bloch MB.132 dérivé du MB 131, projet non suivi
- Bloch MB.133 dérivé du MB 131, un prototype construit
- Lioré et Olivier LeO 451 prototype, motorisation abandonnée pour la série au profit de Gnome et Rhône 14N
- Lioré et Olivier LeO H-243 projet non suivi
- Farman F.222 prototype, un exemplaire équipé, motorisation abandonnée pour la série au profit de Gnome et Rhône 14N
- Latécoère 570 prototype, un exemplaire construit
- Romano 120, concurrent du LeO 451, un prototype construit
- Loire 250 C1 (prototype, un exemplaire construit)
- Koolhoven F.K.58

## Caractéristiques
Caractéristiques générales

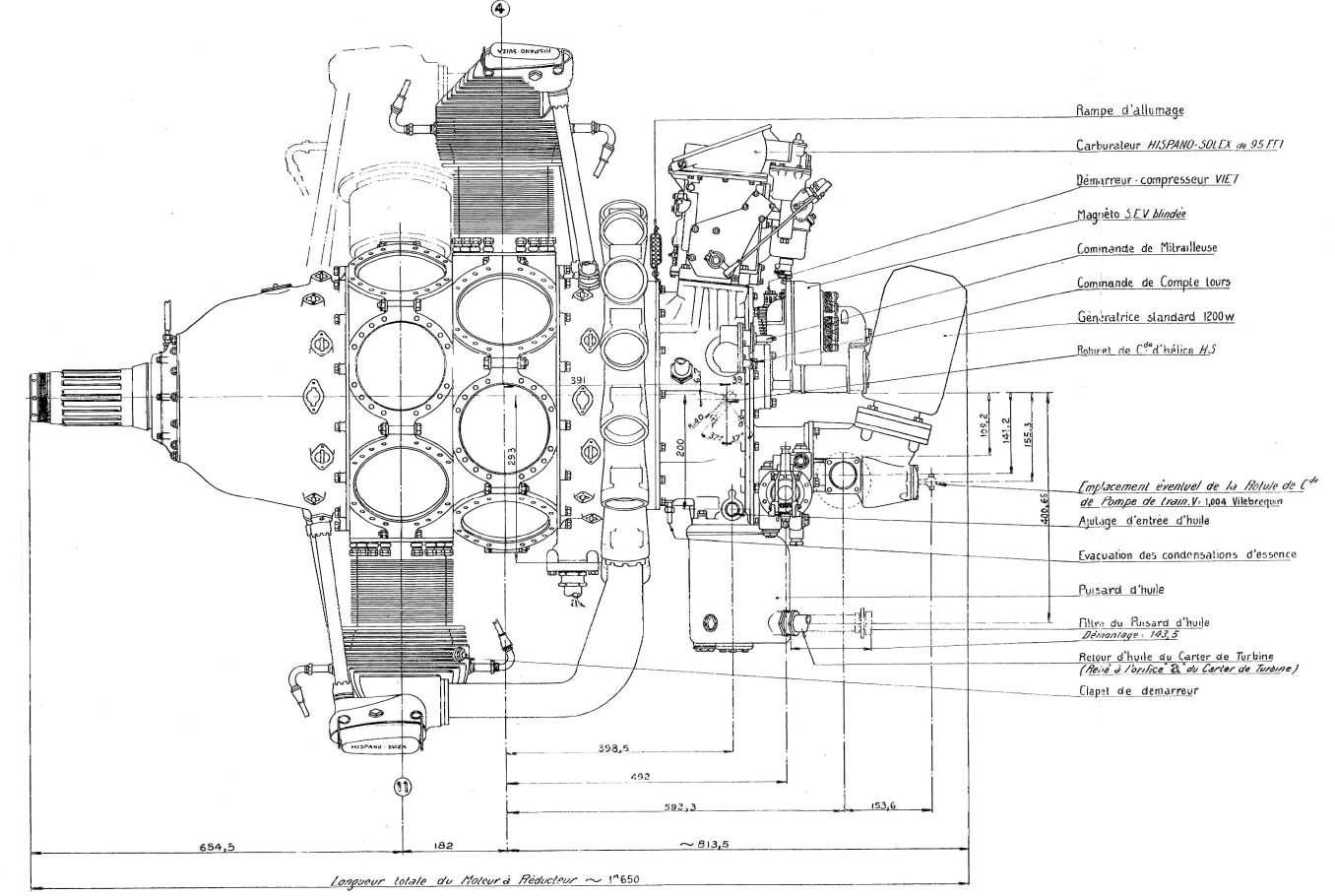
HS 14AA, vue latérale cotée, notice constructeur

- Type : moteur à pistons refroidi par air, à 14 cylindres en double étoile
- Alésage : 155,6 mm
- Course  : 170 mm
- Taux de compression : 6,2 à 1
- Cylindrée : 45,24 l
- Longueur : 1,65 m
- Diamètre : 1,28 m
- Masse à sec : 645 kg

Composants
- Système de distribution : une soupape d'admission et une soupape d'échappement refroidie au sodium par cylindre
- Compresseur : compresseur centrifuge, un seul étage, une seule vitesse
- Système d'alimentation : carburateur Hispano-Solex double corps
- Carburant : essence à 87 d'indice d'octane
- Carburateur : Hispano-Solex double corps inversé, correction altimétrique automatique, limiteur d'admission débrayable intégré au compresseur
- Système de refroidissement : par air
- Lubrification : carter sec, graissage sous pression via des pompes à palettes - une pompe de pression et une de refoulement

Performances
- Puissance développée (modèles 14AA -04/05[10]) :
  - 787 kW (1 070 ch, 1 055 bhp) à 2 125 tr/min au décollage en surpression (970 mmHg) ;
  - 824 kW (1 120 ch, 1 105 bhp) à 2 125 tr/min à 2 850 m d'altitude.
- BMEP : 152 psi
- Puissance spécifique : 18,21 kW/l
- Consommation spécifique : 339 g/kWh
- Consommation d'huile : 12 g/kWh
- Puissance massique : 1,29 kW/kg